# Rush-Bagotverdrag

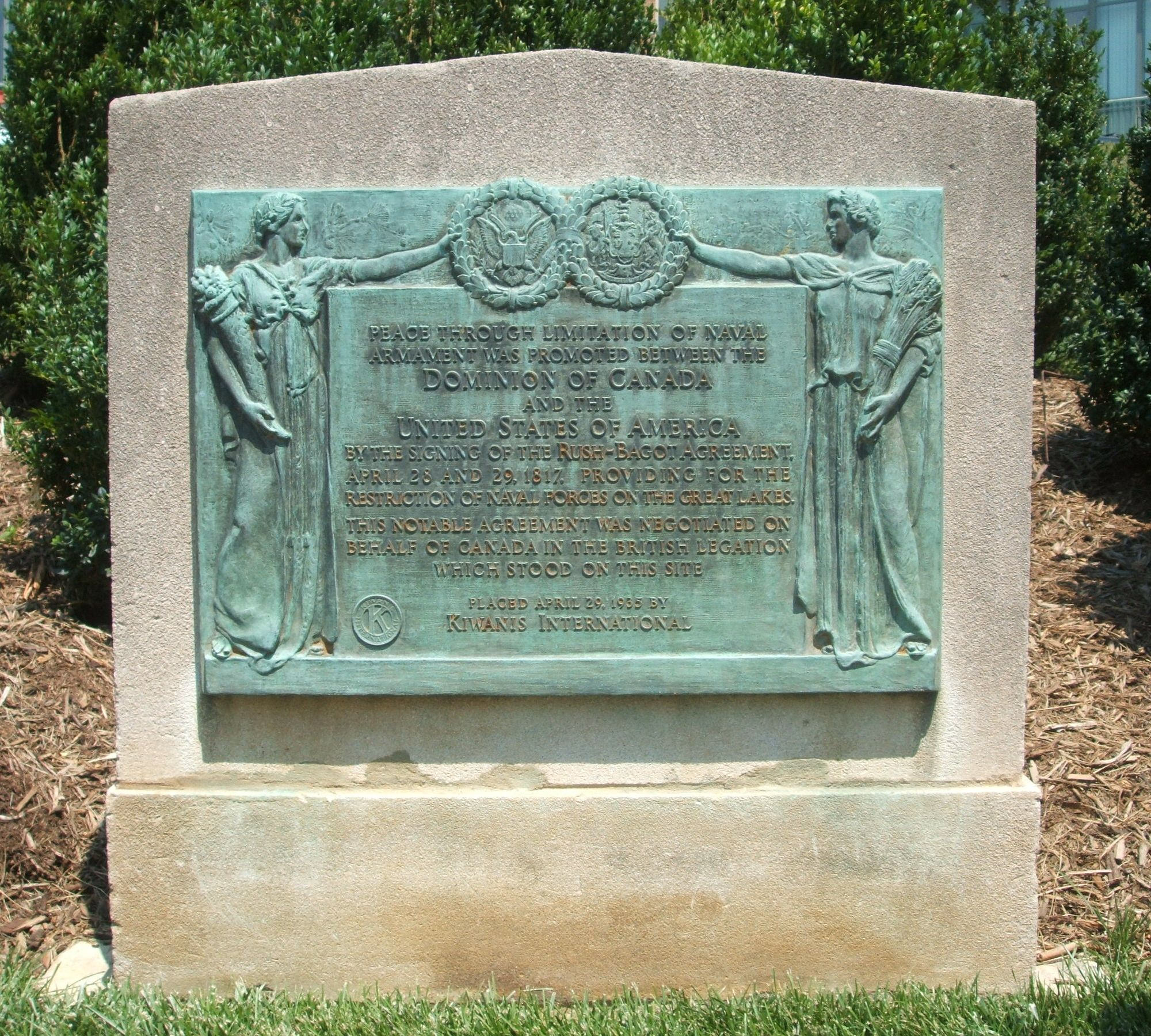
Monument in Washington D.C.

Het Rush-Bagotverdrag is een verdrag tussen de Verenigde Staten en het Verenigd Koninkrijk waarin beide landen verklaarden de gedeelde grens op de Grote Meren en het Champlainmeer grotendeels te demilitariseren. Het verdrag is genoemd naar de Amerikaanse waarnemend Minister van Buitenlandse Zaken Richard Rush en de Britse gezant Charles Bagot. Het werd ondertekend op 16 april 1818.
De belangrijkste bepaling van het verdrag was dat er een maximumaantal oorlogsschepen werd vastgelegd dat op de meren mocht varen. Op het Ontariomeer mochten beide landen één boot van maximaal 100 ton met één kanon van 18 pond hebben. Op de andere Grote Meren mochten twee boten met dezelfde beperkingen varen. Op het Champlainmeer was weer één boot toegestaan die ook aan dezelfde eisen diende te voldoen.